# Creeper

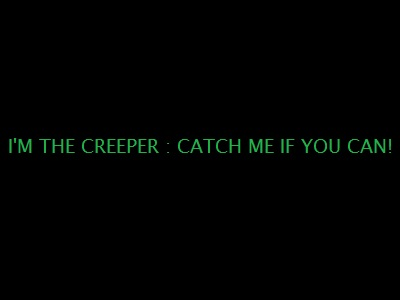
Hlášení, které se zobrazovalo na obrazovce během útoku Creepera

Creeper byl první počítačový virus, který se objevil v roce 1971 v počítačové síti ARPANET. Šířil se mezi počítači DEC PDP-10 s operačním systémem TENEX. Uživatelům zobrazoval hlášení: „I'm the Creeper: Catch me if you can.“ V překladu do češtiny to znamená: „Jsem Creeper, chyť mě, jestli to dokážeš.“ Jeho autorem byl Bob Thomas z firmy BBN.
K jeho odstranění byl vytvořen program Reaper, který se tak stal prvním antivirem na světě.